# 龍機傳承2
《龍機傳承2》為日本KSS公司販售的Windows平台單機電子角色扮演遊戲，為龍機傳承系列的第二作。Windows中文版由富峰群資訊代理。

## 劇情

### 歷史
數百年前，「精靈王」看到人類在戰爭中彼此傷害對方，所以想要消滅人類。為了阻止精靈王消滅人類，出現擁有白銀之力的劍士與三位神聖的少女。三位少女將精靈王的力量封印在自己體內。而「白銀劍士」則犧牲了自己的生命，並使得精靈王永遠的沉眠。精靈王和白銀劍士的戰鬥，經過了長遠的時間，漸漸地從人們的記憶裡消失，永遠的沉眠。
五十年前，「雷翁國」與「卡洛那古」之間曾紛爭不斷，由雷翁國開發的「鋼導體技能系統的強化鎧兵器－重龍機鎧」為開端，以及到外流到卡洛那古的相同科技，使得兩國的士兵們穿著巨大的鎧甲互相攻擊，對世界造成重大損害，有如地獄般的景象使得兩國簽下停戰和約。如今，平穩的局面再次迎來了危機……

### 世界
遊戲內分為三大區塊，地上世界、地下世界及法布拉漩渦(法布拉的當地居民稱為「魯拉傑那(Lunallena)」)。
地上世界分為兩大陸：布魯托尼亞大陸以及拉蘭大陸。布魯托尼亞大陸代表國家為新興的工業國家卡洛那古(Republic of Caronak)；拉蘭大陸代表國家為雷翁國(Leon Kingdom)。
地下世界位於布魯托尼亞大陸北方，代表國家為矮人國(Dwarf Land)。
法布拉(魯拉傑那)由東至西分為三大地區：塞爾巴地區、索魯塔利卡地區以及迪那地區。其中索魯塔利卡地區代表國為王都迪歐拉爾。

## 角色一覽

### 主角一行人
| 角色                                   | 配音員       | 介紹 |
| 司西爾·古拉那達 セシル・グラナード     | 上田祐司     | 本作主角，父母雙亡，與姊姊莉莉娜相依為命，對金錢很重視。 雷翁國的新兵，被派遣至「第七次法布拉特殊調查師團計畫實行部隊」之中，前往人類未知之地「法布拉」。 擅長武器為劍類。                               |
| 菲娜·瑪爾菲魯 フィナ・マルフィール     | 岩男潤子     | 本作女主角之一，14歲，居住於塞爾巴地區東部的茱碧亞村的少女，與母親和妹妹同居，個性純真。 非常勤於學習以及使用精靈魔法。 擅長武器為棍棒。                                                                 |
| 露潔·魯畢 ルーチェ・リュビ             | 中川亞紀子   | 本作女主角之一，13歲，居住於迪那地區鄰近法布拉瀑布的拉那村西部的少女。 自從父親遭受意外事故過世之後，就開始封閉自己；。 使用白魔法。擅長武器為魔法杖。                                                   |
| 蒂葉娜·艾姆羅德 ティエラ・エムロード   | 今井由香     | 本作女主角之一，22歲，隸屬王都迪歐拉爾的女騎士。 家鄉為迪那地區北方的風之峽谷中的風之村特魯，因為家鄉的傳聞而陷入兩難。 擅長武器為長槍。                                                                 |
| 艾蜜莉·阿魯傑特 エミリー・アルジェント | 飯塚雅弓     | 本作女主角之一，主角的青梅竹馬，個性大方，害怕鬼魂，不怕怪物。很在意主角的言行舉止。 常遲到，但份內工作很盡責，對機械非常在行，以機械技師身分加入特殊調查師團。擔任歐比特號操舵的位置。 擅長武器為槍砲。 |
| 巴地·薩爾多尼克斯 バディ・サルドニクス | 堀川仁       | 塞爾巴地區附近流浪的獎金獵人，做事拿錢。說話難聽，其實富正義感。 正在追查盜賊首領蓋爾布的行蹤，意外與主角目的相同而合作。 擅長武器為劍類。                                                               |
| 羅連·培路魯 ロレン・ペルル             | 池澤春菜     | 塞爾巴地區北方的妖精之森出身，身手靈敏，因為偷竊罪在皮耶蒙港都遭受懸賞通緝。 同族的女性莎蒂雅遭受人類攻擊，因而仇視所有人類。 擅長武器為弓箭。                                                           |
| 拉爾夫·rambas ラルフ・ランバース       | 森久保祥太郎 | 主角的青梅竹馬，雷翁國的新兵，被分配至志願的機甲師團的訓練生。 對艾蜜莉抱有好感。再見面時，已然是被禁止使用的重龍機鎧的駕駛員。 擅長武器為劍類。                                                         |
| 米露琪·佳鈴 ミルキィー・キャリング     | 小西寛子     | 布魯托尼亞大陸北方的地下世界矮人國的公主。母親是人類，所以可以在日照下活動。 對外界的好奇心極強，種植了相當多的花草，也馴服魔獸做為寵物。身上的衣服帶有很多口袋。 擅長武器為槌子。                       |
| 傑德·匹耶那 シェイド・ピエーナ         | 伊藤健太郎   | 雷翁國的御用氣功醫師，在迪真港設立醫院。 院內愛慕他的護士眾多，醫名遠播，但他常流連於海德倫之森，行蹤神祕。 擅長武器為手術刀。                                                                           |
| 蒂茵 ティン                            | 小池かの子   | 花的精靈，與大自然為友，家鄉為茱碧亞村附近。 被捕捉後輾轉在貴族之間流傳，後來被商人販售。 擅長武器為手杖。                                                                                               |

### 地上世界

#### 拉蘭大陸
分為東西兩區塊的大陸，西方有著拉蘭濕地以及海德倫之森等壯景，以及西北岸的迪真港都。強盛的雷翁國座落於拉蘭大陸的東北方。
| 角色                                       | 配音員       | 介紹 |
| 莉莉娜·古拉那達 リリス・グラナード         | 井上喜久子   | 主角的姊姊，和主角一同居住在雷翁王都的西自治區。 因為從小父母雙亡，她獨自工作支撐著家庭，與主角相依為命。                         |
| 巴得修·藍多威 バディッシュ                 | 森久保祥太郎 | 雷翁國的新兵。 |
| 阿爾夫雷多·卡洛托 アルフレッド             | 柳沢栄治     | 雷翁國的新兵。 |
| 雷翁王                                     |              | 野心勃勃的國君。 多次派遣部隊調查法布拉漩渦，意圖謀取比機械更為強大的神秘力量。                                                   |
| 亞迪爾司令 アディル司令                    | 堀川仁       | 雷翁國的國家統合軍司令。 |
| 魯德參謀 ルード参謀                        | 村上高志     | 個性及紀律嚴明的副手。 |
| 邦布特·dadimark パンプット・ダティーマルク | 村上高志     | 雷翁國的瘋狂科學家，運用科技的力量改造「法布拉」的生物，並應用於戰鬥之中。                                                        |
| 魯夫特·古拉貝爾                            |              | 特殊機甲部隊的隊長，以及「第七次法布拉特殊調查師團計畫實行部隊」的隊長。 與主角的父親為舊識戰友，提拔主角進入部隊之中。           |
| 凱莉·瑪爾琪奈絲 副隊長 ケリィ副長          | 梶村ひろこ   | 「第七次法布拉特殊調查師團計畫實行部隊」的副隊長，一頭橘色短髮的女性，常需要解決麻煩的狀況。 精明能幹的外表背後也帶有女人的嬌弱。 |

#### 布魯托尼亞大陸
大陸北方為雪所環繞的群山，山的地底下有著矮人國。東岸則是新興的工業國家卡洛那古。
| 角色      | 配音員 | 介紹 |
| 藍迪·洛克 |        | 工業國家卡洛那古的領導人，在當地因為其貢獻非常受到尊敬； 面對拉蘭大陸的雷翁國近來的政治壓力以及武力意圖，研發能夠來回兩大陸間的輕型戰機以防衛疆土。 |

### 法布拉漩渦
法布拉(魯拉傑那)由東至西分為三大地區：塞爾巴地區、索魯塔利卡地區以及迪那地區。

#### 塞爾巴地區
位於法布拉漩渦的東方，有著濃密的森林及純樸的村落。

##### 茱碧亞村
塞爾巴地區東方的古樸村莊，信仰著水之精靈女神-陸璐。
| 角色                                 | 配音員   | 介紹                                                               |
| 布魯姆·瑪爾菲魯 プルム・マルフィール | 浅田葉子 | 菲娜的妹妹，12歲，個性內向，身體虛弱，因此常常在村裡等著姊姊回來。 |

##### 妖精之森
塞爾巴地區北方的大片森林區域，鄰近西岸的皮耶蒙港都，據傳有妖精出沒。森林中的妖精信仰著木之精靈女神-米蕾優。
| 角色            | 配音員   | 介紹                                                                                   |
| 莎蒂雅 サティア | 浅田葉子 | 妖精族女性，遭受到皮耶蒙港都的人類男子襲擊，因此懼怕人類，與羅連一同生活在妖精之森中。 |

#### 索魯塔立卡地區
法布拉漩渦的中心，年代久遠的國家被大海及森林圍繞著。

##### 王都迪歐拉爾
索魯塔立卡地區中央的大國。
| 角色                                 | 配音員     | 介紹                                                                   |
| 卡帝斯·zubent ガディス・ズィーベント | 坂東尚樹   | 迪歐拉爾的大神官，暗藏於王都之內，籌備著不為人知的計謀。               |
| 蓋爾布·倭爾克 ゲルプ                 | 柳沢栄治   | 塞爾巴地區附近作惡的人口販子，聽命於卡帝斯。                           |
| 狄涅·傑克斯托 デューネ               | 伊藤健太郎 | 貌似貴族出身的劍士，忠心而強悍，聽命於卡帝斯。                         |
| 露卡·Anbar ルカ・アンバール          | 白河真由   | 王都迪歐拉爾的大魔導師，擁有強大的力量，正值青春的少女，聽命於卡帝斯。 |

#### 迪那地區
法布拉漩渦的西方，除了東岸進行貿易往來的塞拉港都，其他村落維持著相當樸素的鄉村生活。
北方地區有著風之精靈的山，以及南方地區的法尼斯瀑布等壯觀地景。

##### 風之村特魯
位於風之精靈的山腰中的村落，居民信仰著風之精靈-艾魯芭。

##### 拉那村
鄰近法尼斯瀑布，位於地區西南方，相當封閉排外的村落，居民懼怕著火之女神-嘉普。

#### 其他角色
| 角色                                                    | 配音員   | 介紹 |
| 精靈王伊古尼斯(龍模式) 精霊王イグニス（ドラゴンモード） | 柳沢栄治 | 傳說為創造世界的造物主，與「白銀劍士」交手，被「三大巫女」封印後沉眠。因為人類持續的相互交戰而甦醒。 布魯托尼亞大陸北方的矮人族崇拜信仰的龍神。其神殿位於索魯塔立卡地區北方的帝歐司之門的彼端。 |
| 水之精靈-陸璐                                           |          | 創造世界的四女神之一，掌管著水，其神殿座落於古力普之森深處的清流洞窟中。 受到魔物的影響，力量漸衰。因而派遣菲娜做為使者，進而尋求其他精靈的意見。                                               |
| 木之精靈-米蕾優                                         |          | 創造世界的四女神之一，掌管著樹木，其神木座落於妖精之森深處。 因為樹林的騷動，指示主角一行人尋找風之精靈-艾魯芭，並尋求意見。                                                                    |
| 風之精靈-艾魯芭                                         |          | 創造世界的四女神之一，掌管著風，其代表地為迪那地區的風之精靈的山。 行蹤飄忽，見識廣博，指示主角一行人前往火之精靈-嘉普的所在，尋求真相。                                                        |
| 火之精靈-嘉普                                           |          | 創造世界的四女神之一，掌管著火與戰爭，其神殿座落於法尼斯瀑布後的山洞深處。 指示主角一行人其未來的方向，並向其他精靈傳遞訊息。                                                                   |

## 魔源石
魔源石經開採和加工過後，是目前最泛用的能源。魔源石內含名為「鋼導體」的特殊能源，並散發著藍光。
在國家以及社會的運作上，舉凡路燈、點火等日常生活，都會使用到魔源石。

### 鋼導體技術
所有的物質，全部都是由幾種相同的粒子所構成的。只要能將粒子重新編列，就可以產生不同的物質，這就是「鋼導體技術」的基本概念，也就是「鋼導交換理論」。
在本作中，鋼導體技術除了用於日常生活的能源使用之外，主要研發並用於軍事的方面，包含飛行艇、重龍機鎧等科技的能源供給。

據技師的說法，最新型的飛空巡航艇·歐比特號搭載的魔源交換爐(或稱動力爐)一臺就可提供雷翁城的全部能源。
| 機型                            | 航行速度                 | 介紹                                                                                  |
| 飛空巡航艇·歐比特號             | 最大500海哩              | 雷翁國開發最新型飛空巡航艇。 為「第七次法布拉特殊調查師團計畫實行部隊」的成員所搭乘。 |
| 戰鬥型飛空巡航艇·艾斯佩嵐莎號級 | 據稱最大航速超越歐比特號 | 雷翁國開發的最新型戰鬥型飛空巡航艇，多數用於侵略法布拉漩渦。                          |
| 飛空巡航艇·聖母號ω              | 未知                     | 雷翁國開發的飛空巡航艇之一，外貌與現代的航空母艦相似。                                |
| 飛行戰鬥艇·巴爾傑魯號級         | 平時600海哩~最大800海哩  | 工業國家卡洛那古所獨立開發的輕型戰機。 作用為僅能夠來回拉蘭大陸的防禦手段。           |